# Semidalis nivosa
Semidalis nivosa är en insektsart som beskrevs av Günther Enderlein 1906. Semidalis nivosa ingår i släktet Semidalis och familjen vaxsländor. Inga underarter finns listade i Catalogue of Life.